# جوكهان ساكي
جوكهان ساكي (مواليد 18 أكتوبر 1983) هو كيك بوكسر ومُقاتل فنون قتالية مختلطة تركي هولندي.

## وصلات خارجية
- جوكهان ساكي على موقع يو إف سي (الإنجليزية)
- جوكهان ساكي على موقع شيردوغ (الإنجليزية)
- جوكهان ساكي على موقع IMDb (الإنجليزية)
- جوكهان ساكي على موقع ديسكوغز (الإنجليزية)
- جوكهان ساكي على موقع قاعدة بيانات الفيلم (الإنجليزية)